# Acanthoraculus
Acanthoraculus is een geslacht van rechtvleugeligen uit de familie sabelsprinkhanen (Tettigoniidae). De wetenschappelijke naam van dit geslacht is voor het eerst geldig gepubliceerd in 2009 door Braun & Morris.

## Soorten
Het geslacht Acanthoraculus  is monotypisch en omvat slechts de volgende soort:
- Acanthoraculus milagro (Braun & Morris, 2009)